# 佩列斯拉夫尔-扎列斯基

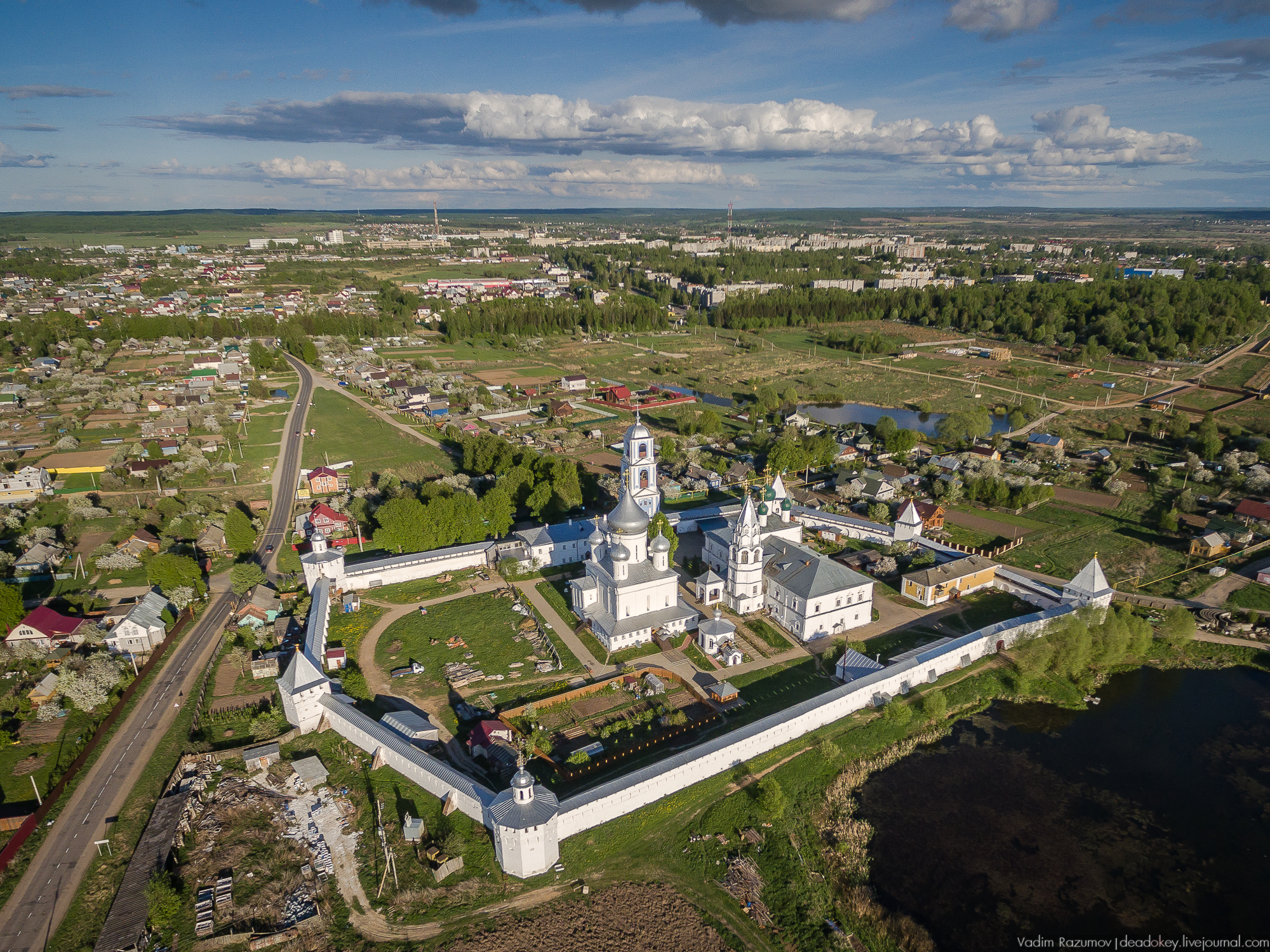
佩列斯拉夫尔-扎列斯基的尼基茨基修道院

佩列斯拉夫尔-扎列斯基（羅馬化：Pereslavl-Zalesskiy）是俄罗斯首都莫斯科周边著名的金环上的一座城市，以旅游业闻名。
此城的历史可上溯到1152年。其建立者便是著名的莫斯科的创建者尤里·多尔戈鲁基,他在当地建了一个高8～15米，长2.5米的土堆,那个土堆迄今仍保留着。城内有着著名的主显圣容教堂。
此外城里还有很多教堂，以一个整体的影响让这座小城带给游人以赏心悦目的感觉。这些教堂分别是彼得府主教大教堂（1595年）、亚历山大·涅夫斯基教堂、斯列坚斯克·弗拉基米尔教堂等。
而从城市中最高的哥尔克教堂的顶上可以眺望整个城市。
此外，普列謝耶沃湖國家公園的普列谢耶沃湖南岸有彼得大帝的船博物馆，馆内展有据称是彼得大帝亲自做的“弗鲁茨那”号船等。